# Jordbruksredskap
Jordbruksredskap är ett samlingsnamn för de redskap som används inom jordbruket, för till exempel jordbearbetning och foderberedning. Utmärkande för ett (jordbruks)redskap är att det behöver en extern kraftkälla för att fungera, vanligen en traktor, häst eller oxe. Kraftöverföringen sker vanligen med en kraföverföringsaxel (även benämnd k-axel) eller hydrauliskt. Jordfräsen på bilden och foderblandaren drivs med k-axel. (Den gula axeln som sitter mellan traktorn och framsidan på foderblandaren är en k-axel.)

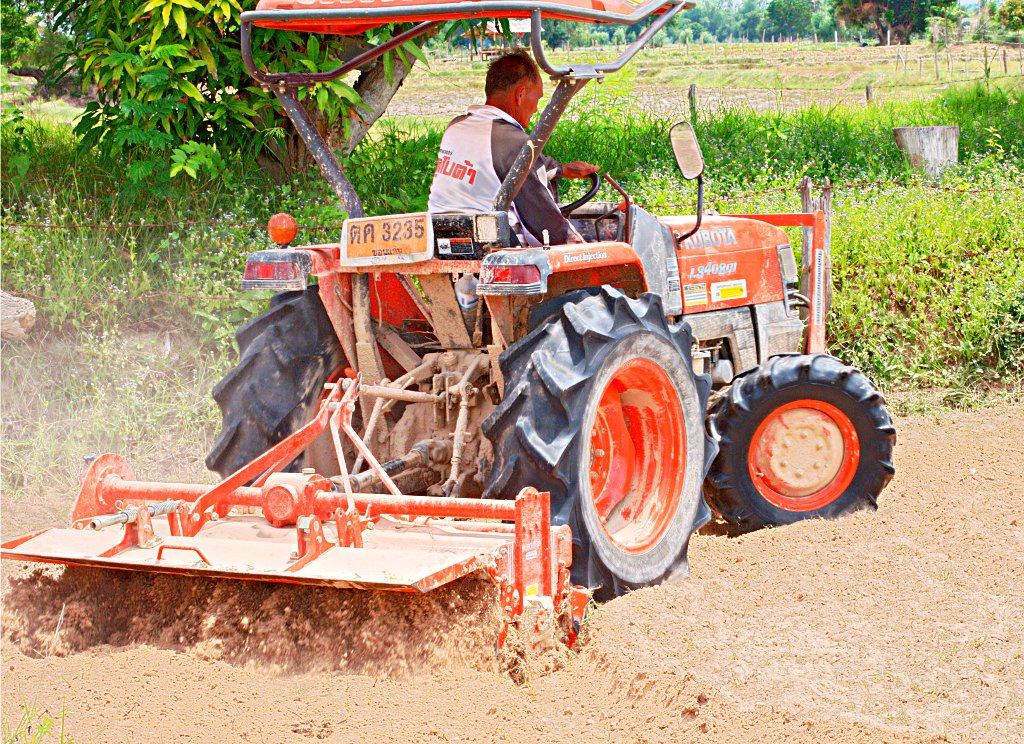
Jordfräs kopplad till en traktor under arbete på ett thailändskt risfält.
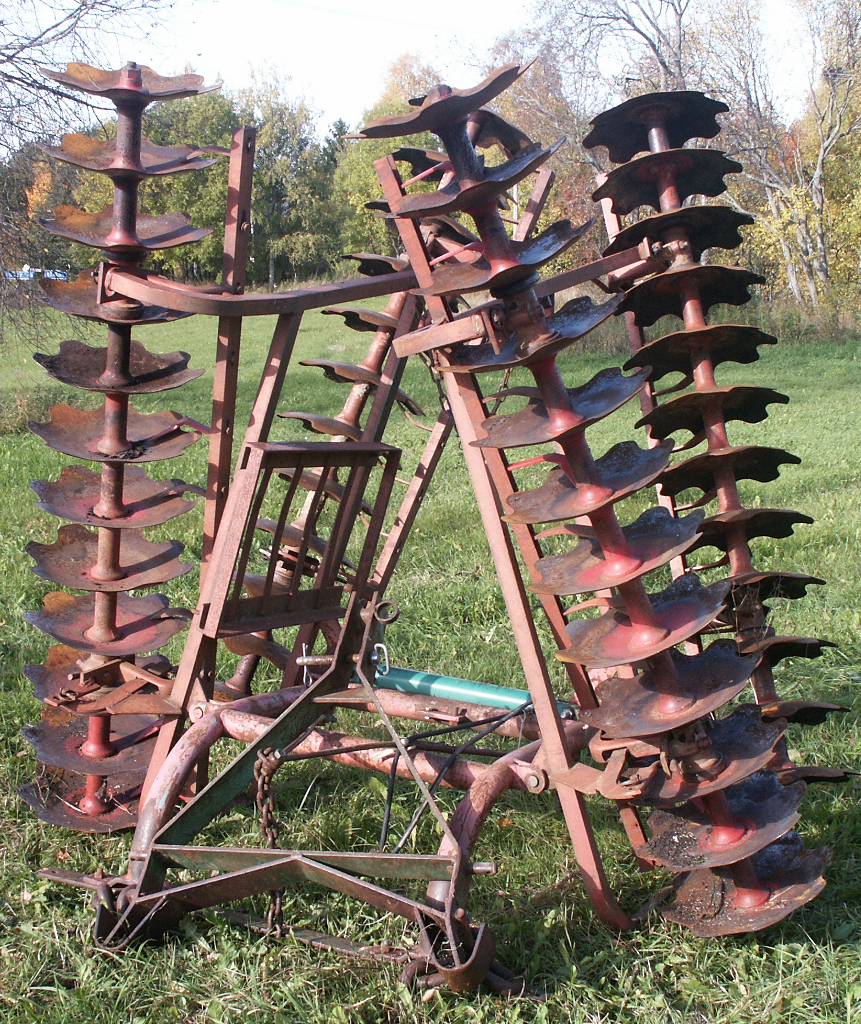
Tallriksharv
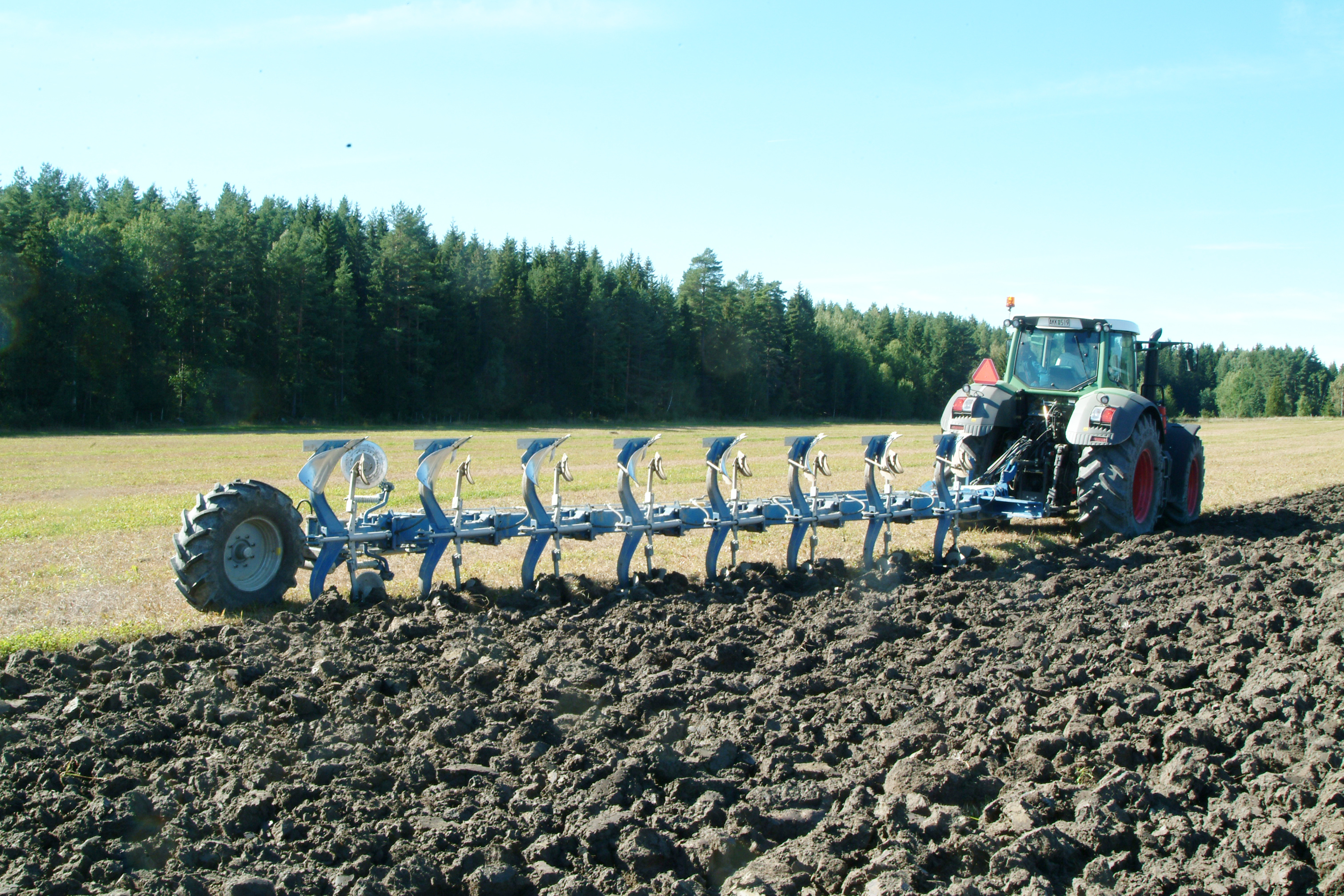
8-skärig svensk växelplog av märket Överum.
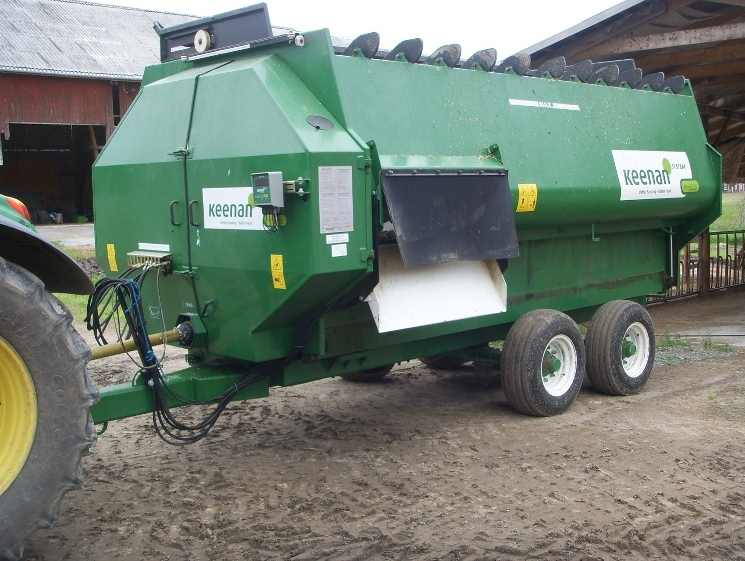
En Keenan foderblandare.